# Voyage d'Allemagne
Le « voyage d'Allemagne », ou « voyage d'Austrasie », est une expédition militaire de Henri II contre Charles Quint en 1552. Ce raid militaire dans le Saint-Empire romain germanique lui permet de s'emparer par surprise des Trois-Évêchés, comprenant les trois villes de Metz, Toul et Verdun. 

## Contexte historique

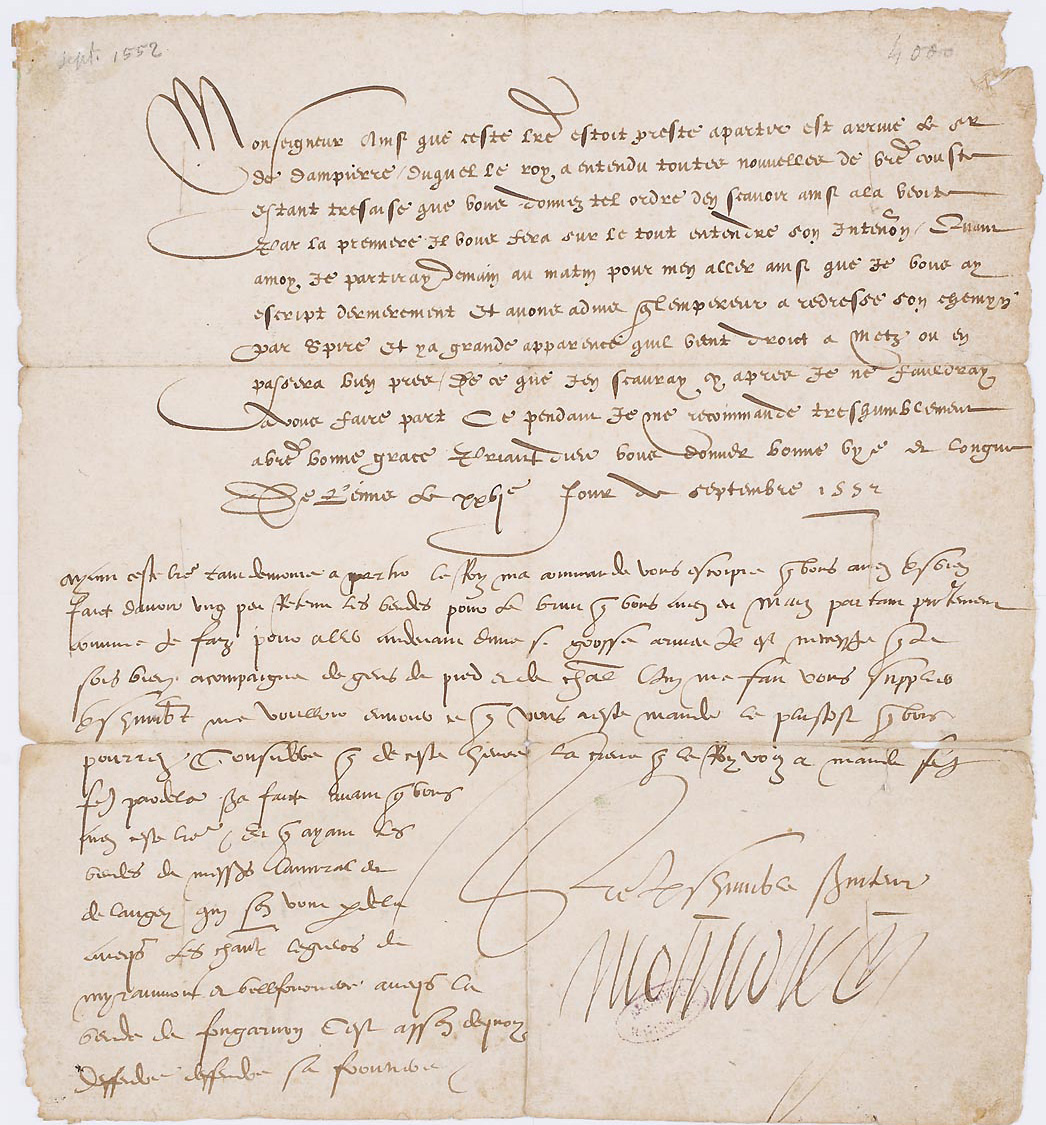
Lettre du connétable de Montmorency demandant des renforts à Antoine de Bourbon, duc de Vendôme, contre Charles Quint dont l'armée se dirige vers Metz, 26 septembre 1552 (Archives nationales).

La guerre entre la France et le Saint-Empire reprend en septembre 1551, principalement en Italie. Mais la France convoite aussi les terres des Trois-Évêchés, possessions impériales jugées isolées par rapport aux autres territoires germaniques. En mars 1552, avec le soutien des princes luthériens ligués contre Charles Quint, Henri II organise alors son « voyage d'Allemagne », une expédition militaire préparée minutieusement par Anne de Montmorency, contre le Saint-Empire romain germanique.

## La chevauchée d'Austrasie
Le 31 mars 1552, l'armée française, forte de 40 000 hommes, est prête à se mettre en mouvement. Alors que le roi et François de Guise inspectent les troupes royales, Montmorency quitte Joinville, pour se rendre à Toul. Sous les ordres du connétable de Montmorency, les troupes de Henri II s'emparent sans combattre de la ville épiscopale le 5 avril 1552. Les troupes poursuivent aussitôt leur chevauchée vers Gorze, qu'ils assiègent. Le bourg et son château sont pris le 10 avril, et les assiégés impériaux sont en partie massacrés. 
Le même jour, l'avant-garde française, composée de 1 500 cavaliers, arrive sous les murs de Metz, et occupe par surprise les portes de la ville. Le lendemain, le roi Henri II rencontre le maître échevin de Metz, Jacques de Gournay, à Gondrecourt. Le 13 avril, le roi se rend en armes à Toul, où il est reçu par l'évêque Toussaint de Hocédy, le maître échevin ayant quitté sa ville en signe de protestation pour Pont-Saint-Vincent. L'armée française se rend ensuite à Nancy, où le roi fait son entrée solennelle le 14 avril. Henri II renvoie Christine de Danemark, nièce de l'empereur Charles Quint, impose la régence de Nicolas de Mercœur et prend en otage le jeune duc Charles III, âgé de 9 ans, et l'envoie à Paris.
Henri II fait son entrée solennelle à Metz le 18 avril. Les Messins l'accueillent sans joie, reprochant aux maîtres échevins messins, les paraiges, d'avoir trahi la cité. La ville est toutefois soumise, sous le ferme contrôle des hommes de Montmorency. Henri II reprend sa route le 22 avril, vers le Rhin, laissant à Metz 3 400 hommes. Il passe par Saverne, Strasbourg qui lui ferme ses portes, Haguenau, qui se rend le 9 mai, puis Altenstadt le 11 mai, où il fait demi-tour. Vers le 20 mai, sur le chemin du retour, Henri II occupe Verdun, avant de rentrer en France. Ainsi s'achève la chevauchée d'Austrasie. La réaction de l'empereur Charles Quint se traduit peu après par le siège de Metz d’octobre 1552 à janvier 1553, suivi du retrait de Charles Quint.